# VK Crvena zvezda
A Vaterpolo klub Crvena Zvezda (rövidebb nevén: VK Crvena zvezda) egy szerb vízilabdaklub, melynek székhelye Belgrádban van. Jelenleg a Prva A ligaban és a Bajnokok ligájában szerepel. Kétszeres Szerbia és Montenegró-i bajnok (1992, 1993), kétszeres szerb bajnok (2013, 2014), kétszeres szerb kupagyőztes (2013, 2014), emellett 2013-ban megnyerte a LEN-bajnokok ligáját, és ugyancsak 2013-ban megnyerte a LEN-szuperkupát.

## Játékoskeret
A 2015-2016-os idény játékoskerete:
| - Filip Janković - Nikola Japundžić - Mihajlo Repanović - Veljko Tankosić - Aleksandro Kralj - Petar Jović - Nikola Eškert | - Nemanja Bakić - Nikola Radulović - Vuk Jovanović - Aleksandar Andrejević - Stefan Todorovski - Nebojša Knežević |

## Eredmények

### Hazai
- Szerbia és Montenegró-i bajnok (2)
  - (1992, 1993)
- Prva A liga győztes: (2)
  - (2013, 2014)
- Szerb Kupa győztes: (2)
  - (2013, 2014)

### Nemzetközi
- LEN-szuperkupa győztes (1)
  - (2013)
- LEN-bajnokok ligája győztes (1)
  - (2013)